# Gymnadenia turnowskyi
Gymnadenia turnowskyi là một loài thực vật có hoa trong họ Lan. Loài này được (W.Foelsche) W.Foelsche mô tả khoa học đầu tiên năm 1999.